# Eupithecia rubigata
Eupithecia rubigata är en fjärilsart som beskrevs av Pieter Cornelius Tobias Snellen 1874. Eupithecia rubigata ingår i släktet Eupithecia och familjen mätare. Inga underarter finns listade i Catalogue of Life.